# Cross Days
Cross Days (クロスデイズ, Kurosudeizu) és una novel·la visual eròtica desenvolupada per 0verflow i publicada per Stack Co., Ltd. per a PC, planificat per ser lliurada en l'estiu del 2009 tant en una primera edició limitada com en una edició regular. És el tercer joc en la franquícia School Days, succeint a Summer Days.